# Argia agrioides
Argia agrioides är en trollsländeart som beskrevs av Philip Powell Calvert 1895. Argia agrioides ingår i släktet Argia och familjen dammflicksländor. Inga underarter finns listade i Catalogue of Life.

## Bildgalleri

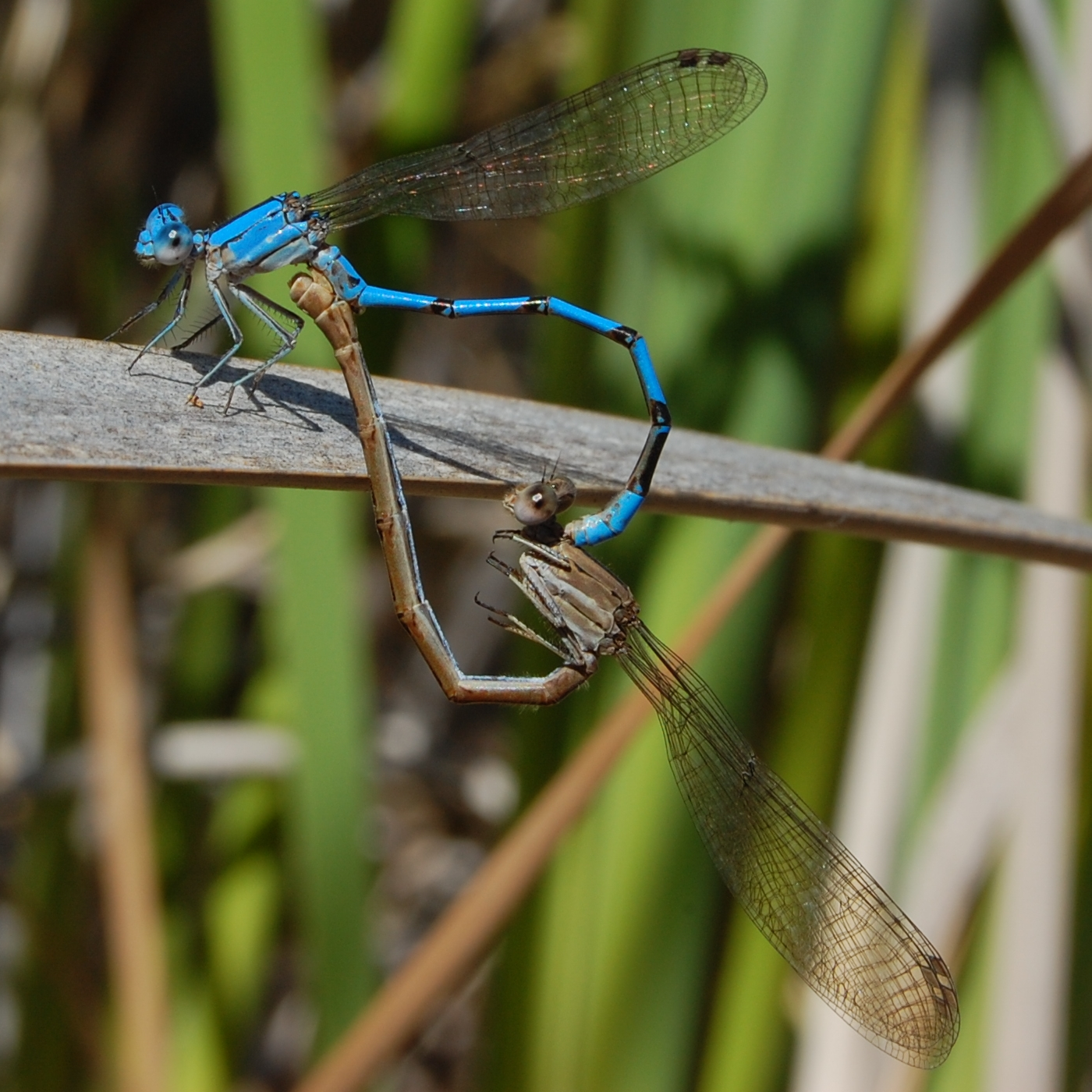
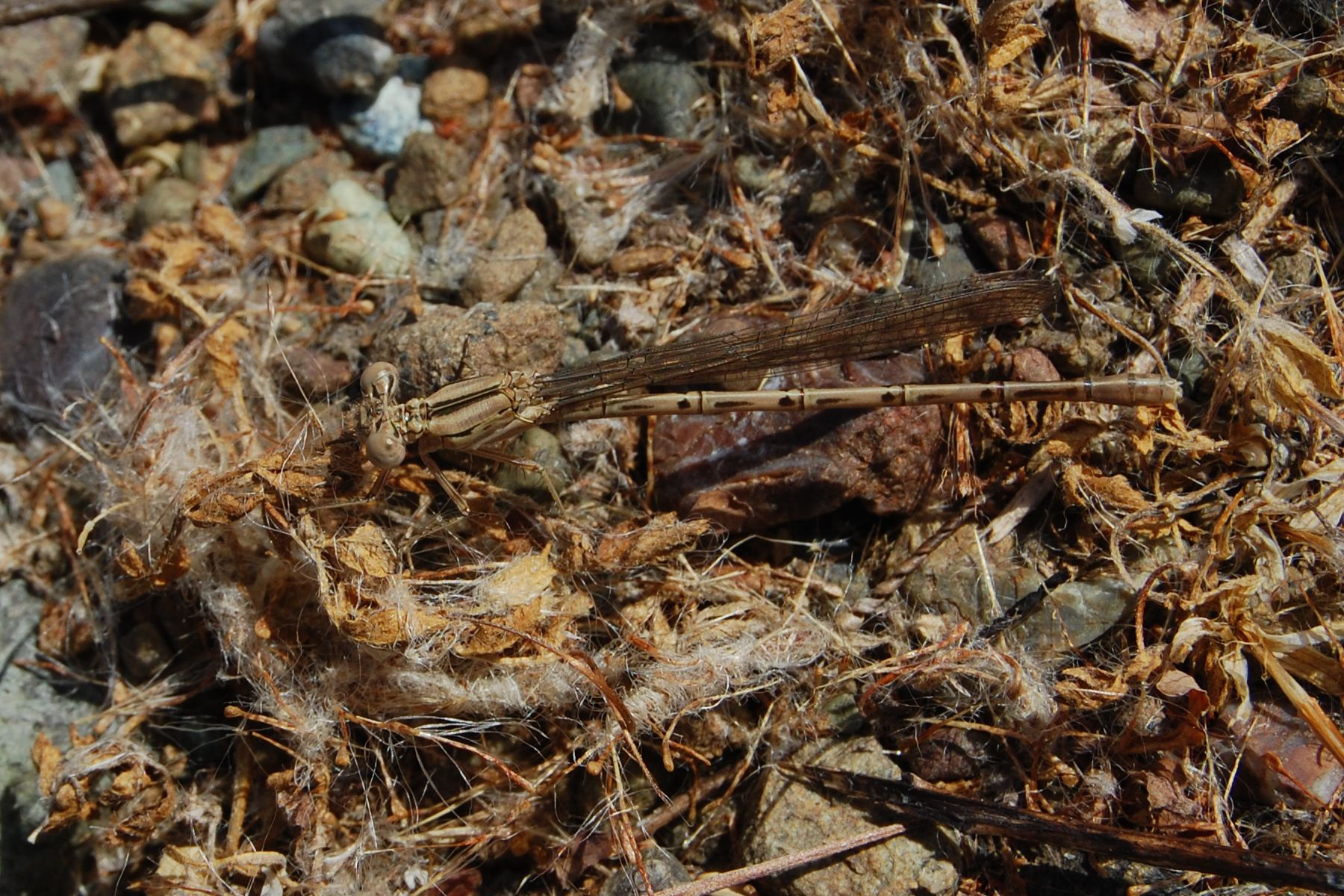
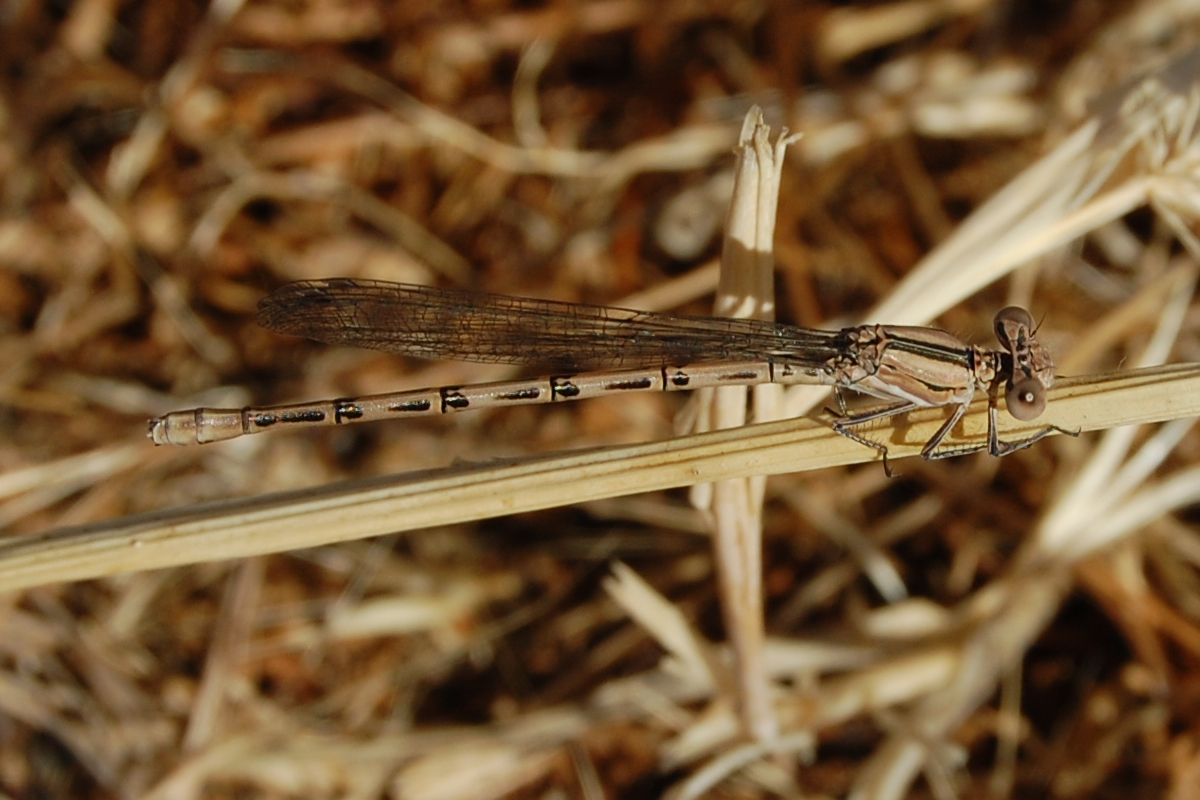
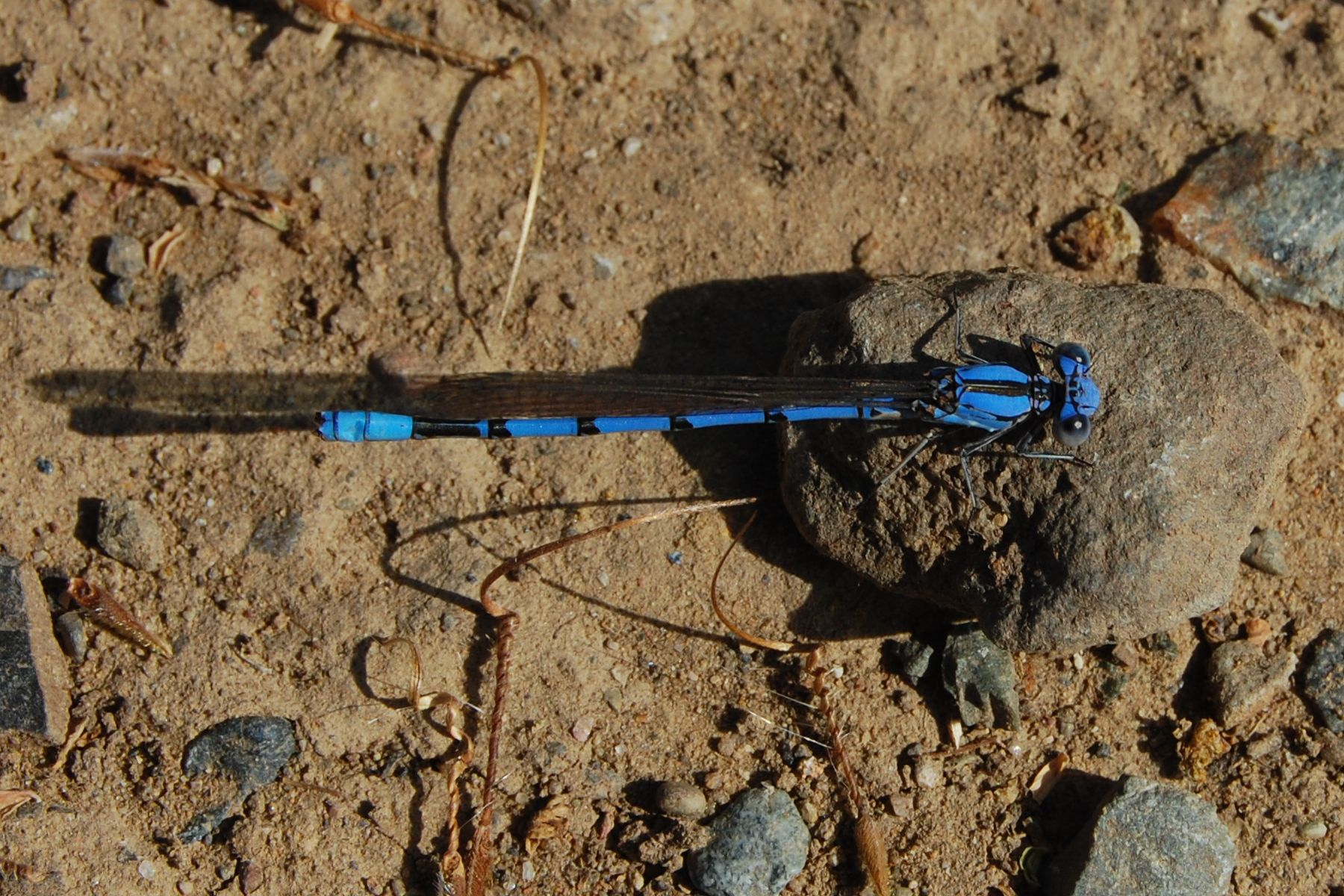
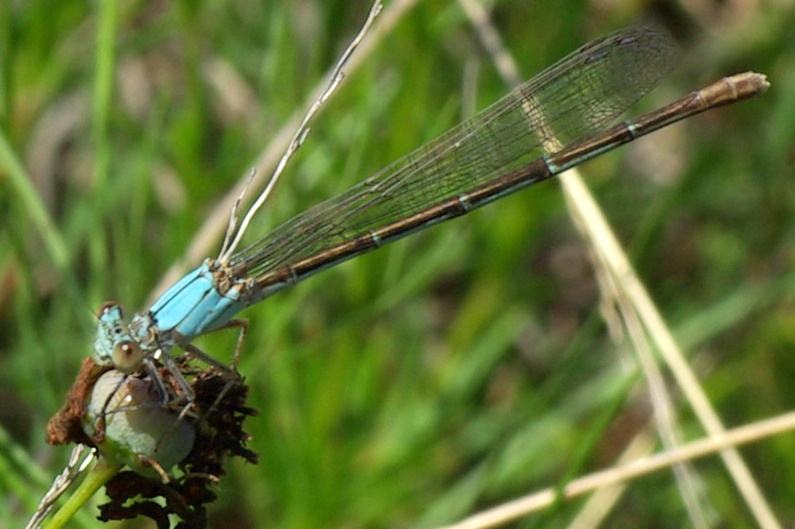
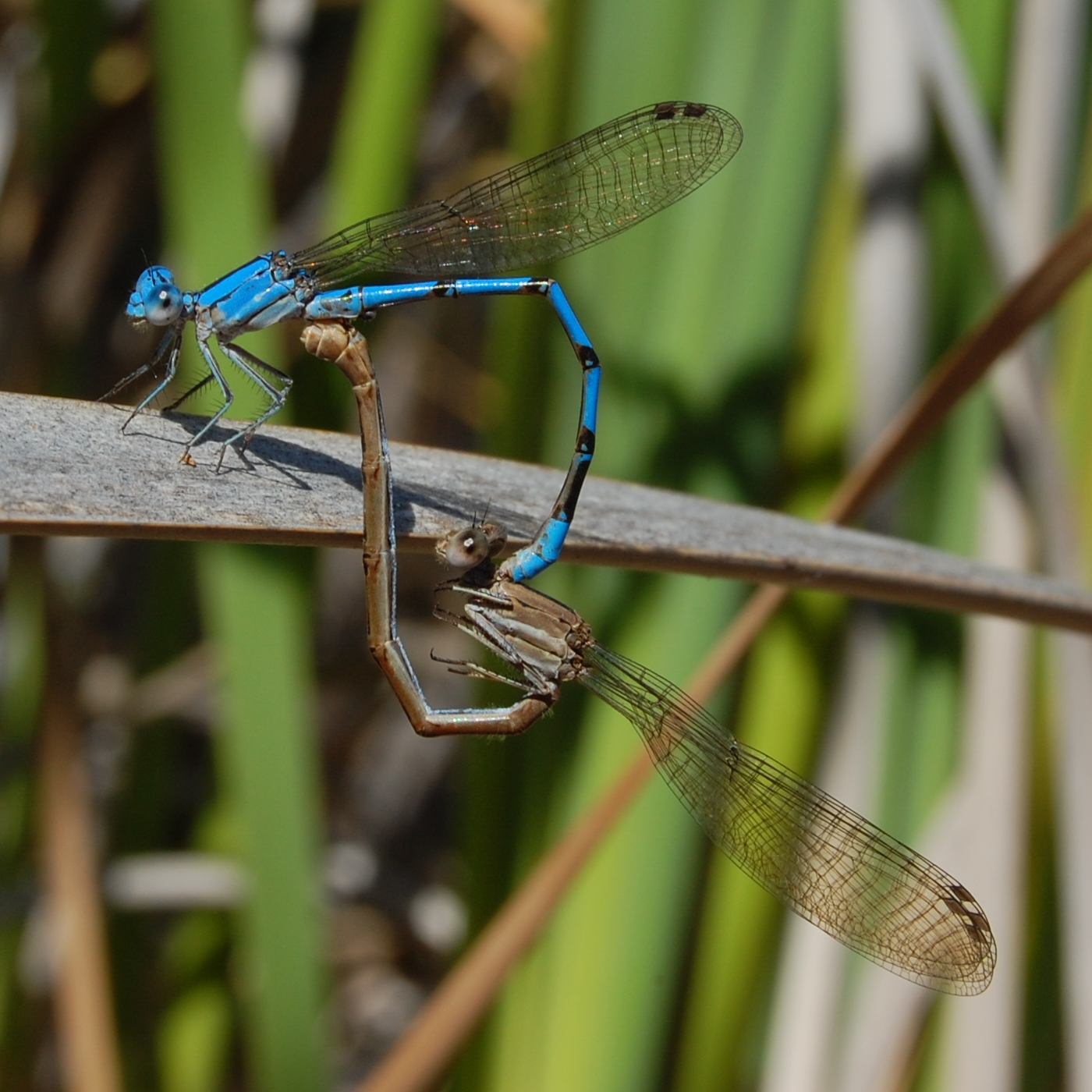